# Richard Hakluyt

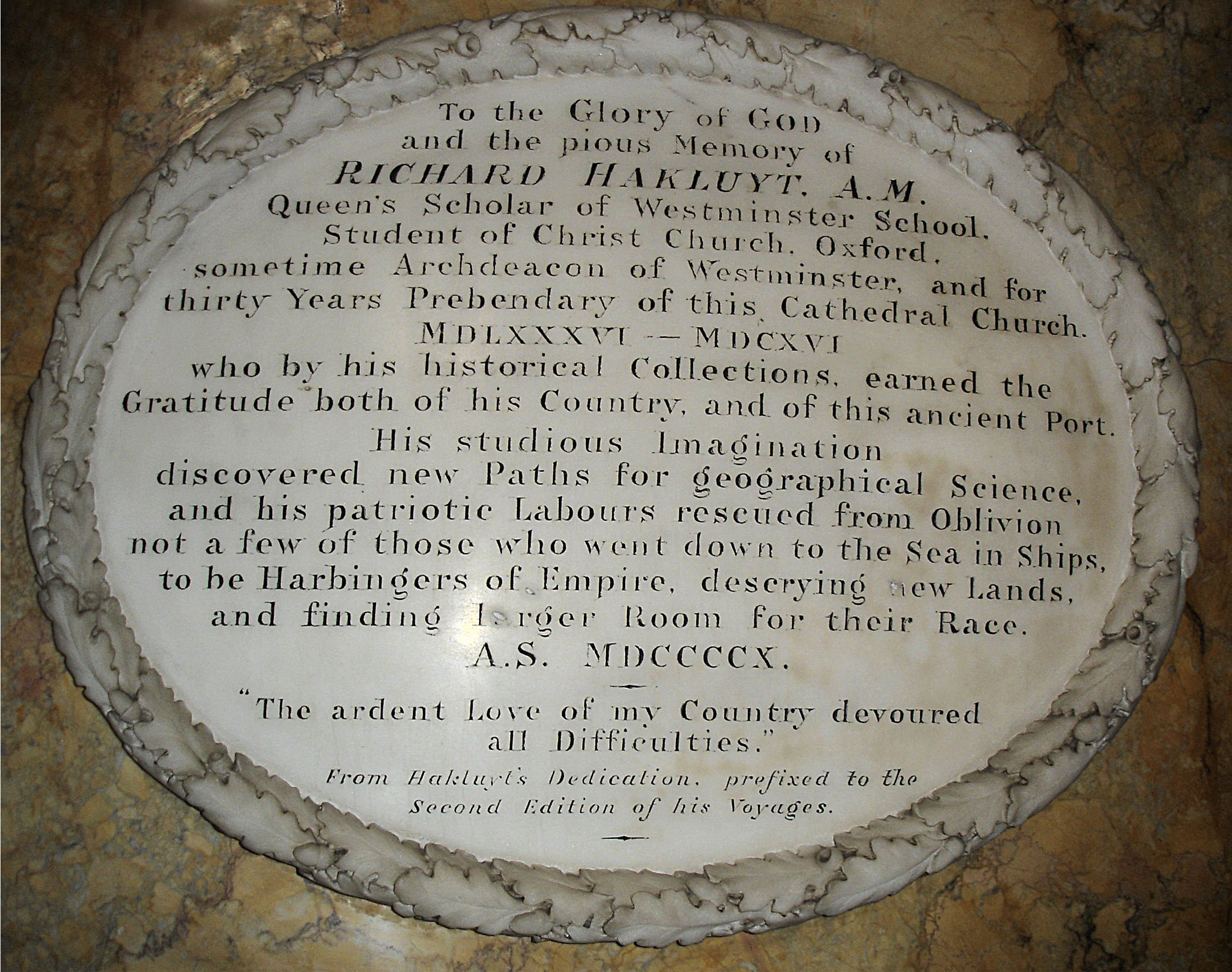
Richard Hakluyt emlékezete a bristoli katedrálisban

Richard Hakluyt (Hereford, 1552 – London, 1616. november 23.) angol földrajzi író.

## Életpályája

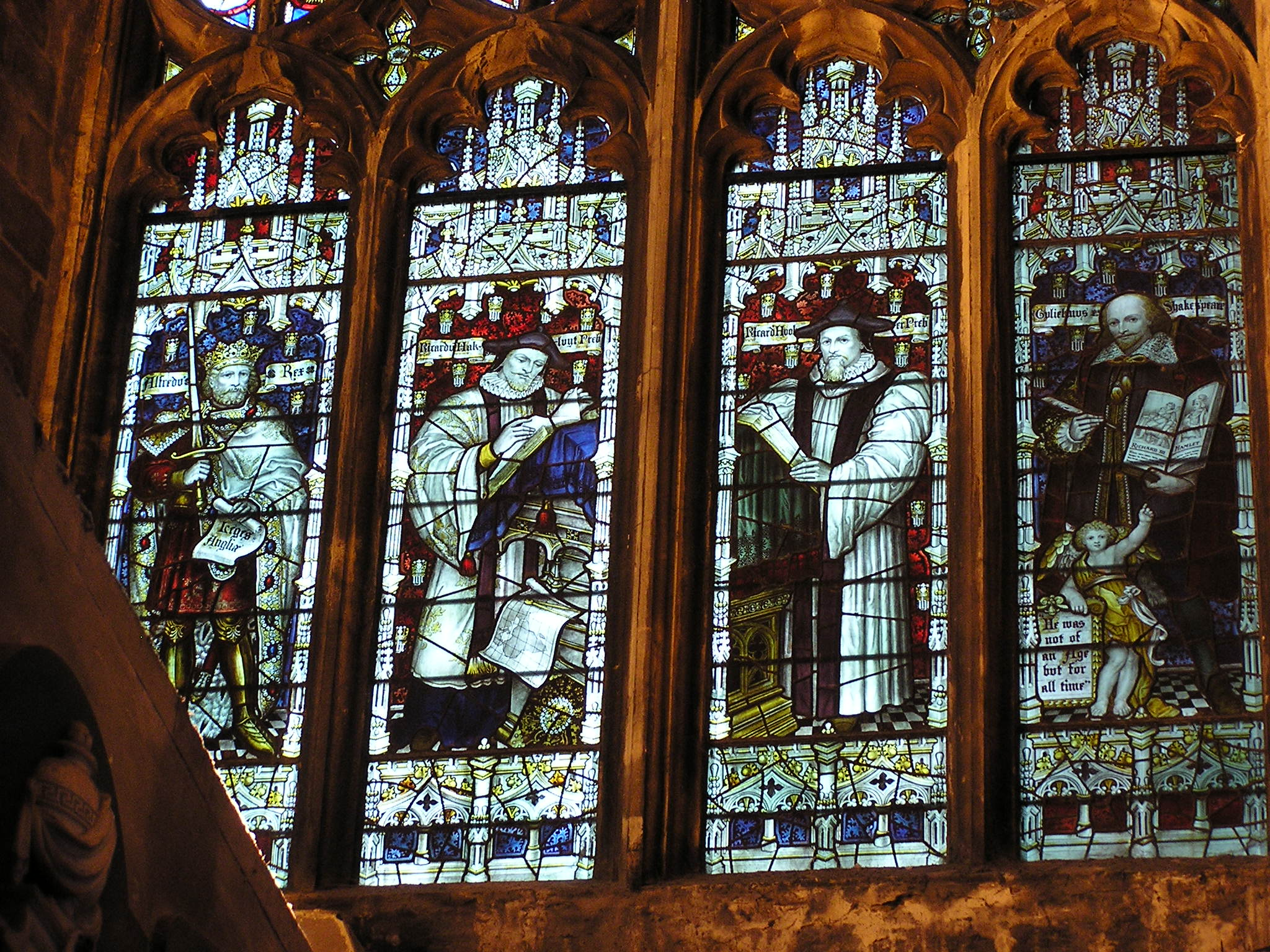
A bristoli katedrális üvegablakán balról a másodikon Richard Hakluyt

Richard Hakluyt ősei walesi származásúak voltak, akik az angliai Herefordshire-ben telepedtek le a 13. század környékén. Néhány őse a herefordshire-i Eatonban élt, a megye fő földbirtokosai közé tartozott. Apja meghalt, amikor Richard ötéves volt, ekkor nevelését egy unokatestvére, az ugyancsak Richard Hakluyt nevű ügyvéd vette át, akinek sok barátja volt a városban, köztük a város kiemelkedő kereskedői, földrajztudósai és felfedezői. E kapcsolatoknak köszönhetően jó helyzetben volt ahhoz, hogy segítse a fiatal Richard életét.
Különféle ösztöndíjak segítségével Hakluyt a Westminster Iskolában és az oxfordi Christ Church-ban tanult 1570–1577 között. 1577-ben szerzett diplomát. Ez volt az a korszak, amikor az angolok figyelmét felkeltette a Kína felé vezető északkeleti és északnyugati átjárók feltárása. Hakluyt érdeklődése is korán megmutatkozott a földrajz és az utazás iránt. Tanulmányozta Abraham Ortellius flamand térképészt, a világ első atlaszának fordítóját, valamint Gerardus Mercator flamand térképkészítőt és a kozmográfiai problémákat. 1583-ban Walsingham, az egyik legfontosabb államtitkár küldte Hakluytot Párizsba Sir Edward Stafford, az angol nagykövet lelkészeként. Párizsban információkat gyűjtött a kanadai szőrmekereskedelemről, illetve a franciák és a száműzött portugálok tengerentúli vállalkozásairól. Itt szerkesztette Pietro Martire műve, a De Orbe Novo kiadását is, hogy honfitársai megismerhessék a spanyolok korai sikereit és kudarcait az Újvilágban.
Hakluyt 1588-ban tért vissza Londonba. A háború kitörése Spanyolországgal véget vetett további tengerentúli kutatási lehetőségeinek, így elkezdett dolgozni előző elképzelésein, e munkája, a Voyages széleskörűségével túlszárnyalta az összes eddigi földrajzi irodalmat; az első kiadás egy kötetben 1589-ben jelent meg. 
Ez idő körül vette feleségül Duglesse Cavendisht, Thomas Cavendish rokonát, és a Suffolk Wetheringsett plébániájára nevezték ki. Felesége halála után, 1597-ben elkészítette a Voyages nagymértékben kibővített második kiadását, amely három kötetben jelent meg 1598 és 1600 között. Röviddel annak befejezése előtt Erzsébet királynő kérte fel, hogy segítsen a gyarmati ügyekről tanácsot adni.
Hakluyt információt adott az újonnan létrehozott Kelet-indiai Társaságnak, és folytatta érdeklődését az észak-amerikai gyarmatosítási projekt iránt is; ő volt az egyik legfőbb pártolója a korona számára benyújtott petíciónak is.
Nem hitt a keleti sarkvidéki átjáró lehetőségében, de ő is az 1612-es északnyugatiátjáró-társaság egyik alapító tagja volt. 1613-ban egy zarándokúton megismerkedett Samuel Purchasszel is. 
1616. november 23-án hunyt el Londonban.

## Munkái
- Voyages
- Antonio Galvão munkáinak fordításai (1601)
- Hernando de Soto Floridai beszámolójának fordítása (1609)